# 波西傑克森—泰坦魔咒
波西傑克森—泰坦魔咒是奇幻小說《波西傑克森》系列當中的第三集，內容綜合了現代社會與古希臘文化，描述主角混血人波西傑克森與混血營兩名夥伴在眾神世界中冒險的故事。

## 內容概要
宙斯的女兒泰麗雅因為金羊毛的法力（詳情請見波西傑克森2：妖魔之海）復活了！
波西·傑克森在寒假前夕收到好友格羅佛發出的緊急通知，他與夥伴安娜貝斯和泰麗雅一同趕往現場支援。原來格羅佛發現了兩個強壯但雙親身份不明的混血人，必須將他們安全帶回混血營，但是怪物已經蓄勢待發，等著他們自投羅網。這場突來的危險讓安娜貝斯消失，生死未卜，而泰坦巨神克羅諾斯也已設下最陰險的陷阱，等待這些少年英雄成為他的掌中獵物。波西將面對一場更大的挑戰。

## 本集主要角色
- 波西傑克森(柏修斯‧傑克森)（Percy Jackson）(Perseus Jackson)

故事主角；天生患有注意力不足過動症及閱讀障礙的十二歲男孩。波西在故事裡得知他是海神波塞頓的兒子，而這些缺陷是因混血人的體質所影響。（失讀症是因為腦內的希臘字干擾；過動是基於混血人體能敏捷因子）。波塞頓之子的身分關係，使得被認為是神火之賊，迫使出使旅程找出閃電火，來阻止一場一觸即發的天神大戰。武器是波濤劍，平常是一支筆，拿掉筆蓋就會變化成劍，並且，會自動回到波西口袋中。
- 安娜貝斯·雀斯（Annabeth Chase）

智慧女神雅典娜之女，和波西同年齡。安娜貝斯當年是由路克和宙斯之女泰麗雅所帶至混血營，一度認為自己喜歡路克，但後來只把他當成哥哥。波西受到彌諾陶攻擊時出手幫忙，亦隨同波西出使探尋任務找回宙斯的閃電火。安娜貝斯自七歲在待在混血營至今，在波西來之前，持續獲得混血營每年的榮耀項鍊珍珠。
- 格羅佛·安德伍德（Grover Underwood）

波西的好友兼守護者羊男。起初，他掩飾羊男身分尋找未被發現的混血人，負責帶領迷途的混血人安全抵達混血營。他在送波西到營區途中遭受彌諾陶攻擊，隨後也加入探尋閃電火的任務。他畢生夢想是找到野地之神潘。
- 路克·凱司特倫（Luke Castellan）

主要反派；荷米斯之子。路克是波西在混血營中的十九歲指導員，幫忙訓練波西劍術指導（據說是混血營三百年以來最厲害的劍手）。最後，揭露他才是真正的神火之賊，背叛波西且為泰坦王克羅諾斯行事，在波西傑克森：神火之賊的結尾謀殺波西，但失敗。
- 泰麗雅·葛瑞斯(Thalia Grace)

眾神之王宙斯的女兒。六年前為了保護路克及安娜貝絲而戰死，宙斯將她的靈魂變成了一棵松樹，保護著混血營。在前一集波西傑克森—妖魔之海的最後因金羊毛的效力而復活。在本集最後加入獵女隊。
- 奇戎（Chiron）

原本是波西的拉丁文老師布魯納先生，實際是半人半馬的半人馬。奇戎是混血營的營區活動主任。他個性溫和、愛好和平、充滿智慧，還擅長於醫術。
- 波塞頓（Poseidon）

海神，奧林帕斯三大神之一，脾氣像大海一樣，時而平靜，時而暴怒。是波西的父親。象徵物是三叉戟。
- 阿蒂蜜絲(Artemis)

狩獵女神兼月神，獵女隊創始者。在本集中被擎天神阿特拉斯捉走，為了救安娜貝斯，被迫代替他支撐天空的重量。
- 瑞秋·伊莉莎白·戴爾 (Rachel Elizabeth Dare)

凡人女孩，曾經在胡佛大壩拯救過波西，能看穿迷霧。
- 柔伊·奈施德 (Zoë Nightshade)

獵女隊最資深成員之一，活了兩千年，最後被她父親阿特拉斯殺死。
- 碧安卡·帝亞傑羅 (Bianca di angelo)

十二歲，就讀衛斯多佛軍事學校，是父母不詳的混血人，具有特殊力量，有個弟弟尼克。後來加入狩獵女神阿蒂蜜斯的獵女隊。死在青銅戰士的手下。真實為黑帝斯之女。
- 尼克·帝亞傑羅 (Nico di angelo)

十歲，就讀衛斯多佛軍事學校，是父母不詳的混血人，有個姊姊碧安卡。喜歡玩神話魔法遊戲，和蒐集神話人物的小雕像。他姊姊碧安卡加入獵女隊後，進入混血營，暫居十一號荷米斯小屋。後來因碧安卡的死而憤怒離開混血營，並被波西發現是黑帝斯之子。

## 類似文學
- 哈利波特
- 希臘神話